# Wraca (gmina)
Wraca (bułg. Община Враца)  − gmina w północno-zachodniej Bułgarii, w obwodzie Wraca.

## Miejscowości
Miejscowości wchodzące w skład gminy Wraca:
- Banica (bułg.: Баница),
- Beli izwor (bułg.: Бели извор),
- Czełopek (bułg.: Челопек),
- Cziren (bułg.: Чирен),
- Dewene (bułg.: Девене),
- Golamo Pesztene (bułg.: Голямо Пещене),
- Gorno Pesztene (bułg.: Горно Пещене),
- Kostelewo (bułg.: Костелево),
- Lilacze (bułg.: Лиляче),
- Lutadżik (bułg.: Лютаджик),
- Mało Pesztene (bułg.: Мало Пещене),
- Mramoren (bułg.: Мраморен),
- Nefeła (bułg.: Нефела),
- Ochoden (bułg.: Оходен),
- Pawołcze (bułg.: Паволче),
- Tiszewica (bułg.: Тишевица),
- Tri kładenci (bułg.: Три кладенци),
- Weslec (bułg.: Веслец),
- Wirowsko (bułg.: Вировско),
- Własatica (bułg.: Власатица),
- Wraca (bułg.: Враца) – siedziba gminy,
- Wyrbica (bułg.: Върбица),
- Zgorigrad (bułg.: Згориград).